# 2800 Ovidius
2800 Ovidius eller 4585 P-L är en asteroid i huvudbältet som upptäcktes den 24 september 1960 av den nederländsk-amerikanske astronomen Tom Gehrels och det nederländska astronomparet Ingrid van Houten-Groeneveld och Cornelis Johannes van Houten vid Palomarobservatoriet. Den är uppkallad efter Ovidius.
Asteroiden har en diameter på ungefär 15 kilometer och den tillhör asteroidgruppen Themis.